# Boluo
Boluo  léase Bo-Luó (en chino simplificado, 博罗县; pinyin, Bóluō xiàn)  es un condado bajo la administración directa de la ciudad-prefectura de Huizhou. Se ubica al este de la provincia de Cantón, en el sur de la República Popular China. Su área es de 2855 km² y su población total para 2018 fue más de 1 millón de habitantes.

## Administración
El condado de Boluo  se divide en 17 pueblos que se administran en 2 subdistritos y 15 poblados.